# Bugula
Genre
Bugula est un genre de Bryozoaires arborescents formant des colonies. Souvent confondues avec des algues, les espèces du genre mesurent habituellement une quinzaine de centimètres.

## Distribution
Ces espèces ont une répartition cosmopolite : elles s'accrochent aux coques des navires et sont donc présentes dans différentes eaux tempérées du monde.

## Liste d'espèces
Selon World Register of Marine Species (11 mars 2016) :
- Bugula alba Vieira, Winston & Fehlauer-Ale, 2012
- Bugula apsteini Hasenbank, 1932
- Bugula aspinosa Liu, 1984
- Bugula biota Vieira, Winston & Fehlauer-Ale, 2012
- Bugula capensis Waters, 1887
- Bugula ceylonensis Winston & Woollacott, 2008
- Bugula crosslandi Hastings, 1939
- Bugula decipiens Hayward, 1981
- Bugula expansa Hastings, 1939
- Bugula fastigiata Kluge, 1929
- Bugula gautieri Ryland, 1962
- Bugula gnoma Vieira, Winston & Fehlauer-Ale, 2012
- Bugula hessei Hasenbank, 1932
- Bugula hummelincki Fransen, 1986
- Bugula ingens Vieira, Winston & Fehlauer-Ale, 2012
- Bugula intermedia Liu, 1984
- Bugula longissima Busk, 1884
- Bugula lophodendron Ortmann, 1890
- Bugula migottoi Vieira, Winston & Fehlauer-Ale, 2012
- Bugula miniatella Winston & Woollacott, 2008
- Bugula minima Waters, 1909
- Bugula neritina (Linnaeus, 1758)
- Bugula neritinoides Hastings, 1939
- Bugula orientalis Liu, 1984
- Bugula paternostrae Winston & Woollacott, 2008
- Bugula philippsae Harmer, 1926
- Bugula prismatica (Gray, 1843)
- Bugula protensa Hayward, 1981
- Bugula providensis Winston & Woollacott, 2008
- Bugula robusta MacGillivray, 1869
- Bugula robustoides Winston & Woollacott, 2008
- Bugula rochae Vieira, Winston & Fehlauer-Ale, 2012
- Bugula scaphoides Kirkpatrick, 1890
- Bugula scaphula Tilbrook, Hayward & Gordon, 2001
- Bugula simpliciformis Osburn, 1932
- Bugula solorensis Winston & Woollacott, 2008
- Bugula subglobosa Harmer, 1926
- Bugula tschukotkensis Kluge, 1952
- Bugula umbelliformis Yanagi & Okada, 1918
- Bugula vectifera Harmer, 1926